# 느후스단
네후스탄(히브리어: נְחֻשְׁתָּן [nəħuʃtaːn])은 민수기에 나온 "장대 위의 청동 뱀"이다. 이스라엘인들이 야훼와 모세를 원망하자 야훼가 불뱀들을 보내 백성들을 물어죽이게 했다(민수기 21:4-9). 모세가 신에게 기도하자 신은 장대에 걸린 청동 뱀을 만들게 했고, 불뱀에 물린 사람들이 청동 뱀을 보자 물린 것이 나았다. "네후스탄"이라는 이름 자체는 모세오경이 아닌 열왕기에 나온다. 성상파괴를 주도한 히즈키야 왕이 모세의 청동뱀도 우상이라고 깨 부쉈는데, 이 때 그 이름을 "네후스탄"이라고 했다.

## 같이 보기
- 케뤼케이온
- 나가
- 오피스파
- 아스클레피오스의 지팡이
- 뱀기둥
- 모세의 지팡이
- 우라에우스
- 우제트